# ناقل حركة بالسلاسل

نموذج لنقل الحركة بالسلاسل.

نقل الحركة بالسلاسل هي طريقة لنقل القوة الميكانيكية من موضع لآخر، وهي تستخدم عادة لنقل القوى إلى عجلات المركبات، وخاصة الدراجات الهوائية والبخارية، كما تستخدم بصورة كبيرة أيضًا في الآلات.
تستخدم طريقة نقل الحركة بالسلاسل عندما يكون لدينا مسننين متباعدين، وفي هذه الحالة يكون لدينا مسنن قائد وهو المسنن المحرك والمسنن الآخر نسميه المسنن المنقاد وهو المسنن المتحرك. يدور المسننان بنفس الجهة ويكون المسنن الذي يدور بسرعة دوران أكبر هو المسنن الذي له عدد أسنان أقل وبالتالي قطره أصغر.